# Armando Zamora Segorbe

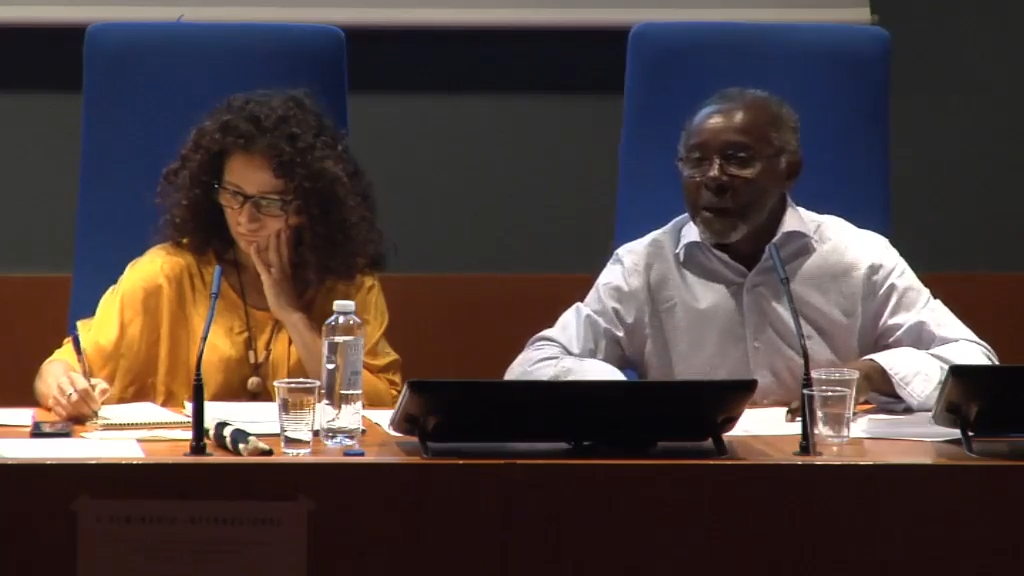

Armando Zamora Segorbe (ur. 16 marca 1955) – językoznawca z Gwinei Równikowej.
Urodził się w Santa Isabel (dzisiejsze Malabo) w okresie hiszpańskiego panowania kolonialnego. Studiował językoznawstwo ogólne na Uniwersytecie Autonomicznym w Madrycie. Wykłada na Uniwersytecie Narodowym Gwinei Równikowej (UNGE) oraz na Uniwersytecie Lizbońskim.
Specjalizuje się przede wszystkim w językach kreolskich na bazie portugalskiego z krajów Zatoki Gwinejskiej. Uznawany za autorytet w zakresie języka kreolskiego z wyspy Annobón, opublikował między innymi jego gramatykę opisową (Gramática descriptiva de la lengua Fá d'Ambô, 2010), jak również szereg artykułów poświęconych jego relacjom z innymi językami Gwinei Równikowej.
Jest członkiem krajowej akademii języka hiszpańskiego (Academia Ecuatoguineana de la Lengua Española, AEGLE), wchodził w skład kierownictwa tej instytucji. Od 2015 członek korespondent Królewskiej Akademii Hiszpańskiej (RAE).
Znany również z aktywności artystycznej.